# Joseph Darby
El sargento Joseph Darby, nacido en 1979 en el condado de Somerset (Pensilvania), es un soldado estadounidense que el 13 de enero de 2004 denunció las torturas y vejaciones en Abu Ghraib (Irak) perpetradas por el ejército norteamericano tras la invasión del país.
En aquel entonces Darby era un reservista del ejército de los Estados Unidos que estaba sirviendo como policía militar en la prisión de Abu Ghraib, situada en Abu Ghraib, Irak. Cuando fue consciente de las torturas a las que se estaba sometiendo a los prisioneros, fue la primera persona en alertar a los mandos militares estadounidenses.

## Denuncia de las prácticas de tortura en Abu Ghraib
En enero de 2004 Darby puso un disco compacto con fotografías y una nota anónima a disposición del agente especial Tyler Pieron del Comando de Investigación Criminal del ejército de Estados Unidos, que estaba destinado en la prisión de Abu Ghraib. Esto puso en marcha una investigación que condujo a la implicación de varios soldados por violación de la Convención de Ginebra.
Tanto Darby como los soldados implicados en el escándalo servían en la 372.ª compañía de la policía militar. Darby quería permanecer en el anonimato, pero su identidad se hizo pública cuando Donald Rumsfeld mencionó su nombre durante una vista en el Senado.
Darby había estado dudando durante un mes sobre qué hacer, pero finalmente decidió delatar a sus compañeros porque según sus propias palabras "aquello iba contra todo en lo que creía y todo lo que se le había enseñado sobre la guerra".
Declaró haber recibido las fotos de Charles Graner, uno de los soldados de las fotos.
Tanto Darby como su familia han recibido amenazas tras haber revelado los abusos.